# دیرین دیرین
دیرین دیرین نام یک مجموعه پویانمایی ایرانی در ژانر طنز به کارگردانی و تصویرگری علی درخشی است و موضوع آن مسائل اجتماعی، اخلاقی، سلامت، اقتصادی و… می‌باشد. این انیمیشن به مطالب و چالش‌های جدید جامعهٔ ایرانی می‌پردازد و سعی می‌کند با پوشاندن لباس طنز به آن، مخاطب را سرگرم کند.

## صداپیشگان
محمدرضا علیمردانی صداپیشهٔ اصلی این انیمیشن است، نقش راوی و بسیاری از شخصیت‌های اصلی این مجموعه توسط او صداگذاری شده است. همچنین از آبان۱۴۰۰، محمدرضا صولتی با مجموعهٔ دیرین دیرین شروع به همکاری کرد و در برخی از آیتم‌ها از جمله «اخبار دیش دیرین دیرین»
دیرین دیرین گویندگانی دیگری به صورت مهمان داشته است؛ همچون اشکان خطیبی که در قسمتی با عنوان «خانه اوتیسم» راوی این کار بود و مهشید اژده فر که پس از تغییر گرافیک دیرین دیرین، گویندهٔ شخصیت‌های خانم این مجموعه شد.

## آیتم‌ها
قسمت‌های یک دقیقه‌ای این اثر در موضوعات مختلفی همچون اخلاق، سلامت و سبک زندگی، مسئولیت‌های اجتماعی و نقدهای اجتماعی می‌باشد. بعضی از قسمت‌های دیرین دیرین نیز صرفاً جنبهٔ تبلیغاتی محصول یا شرکتی را دارند. این مجموعه چند آیتم مختلف دارد که در ادامه به آنها اشاره شده است.
قسمت‌های موزیکال
در این قسمت‌ها، محتوای آن با بازخوانی یک آهنگ قدیمی یا آهنگی جدید و ساخته شده توسط عوامل مجموعه به مخاطب ارائه می‌شود. اولین قسمت موزیکال دیرین دیرین با عنوان «بلا» در رسانه‌های اجتماعی بسیار دست به دست چرخید.
وی گردی
در ابن قسمت‌ها، وی به سه کله‌تهی مکان‌های دیدنی و روستاهای مختلفی از ایران را معرفی می‌کند. قسمت‌های این آیتم در نوروزهای۱۳۹۶ و ۱۳۹۷ منتشر شدند.
قسمت‌های رمضانی
این قسمت‌ها براساس آیه‌ای از قرآن کریم ساخته شده‌است و بعد از انتشار هر قسمت از آن در صفحه اینستاگرامی از مخاطبان خواسته می‌شد تا بجای وی آنها نصیحت قسمت را بگویند. به بهترین نصیحت نیز جایزه‌ای داده می‌شد. قسمت‌های این آیتم در رمضان های۱۳۹۷ و ۱۴۰۰ منتشر شدند.
جام جهانی روسیه
در ایام جام جهانی فوتبال ۲۰۱۸، دیرین دیرین بر پایهٔ برخی از بازی‌های جام جهانی قسمت‌هایی را ساخت و در خرداد و تیر ۱۳۹۷ منتشر کرد.
زبان خوش
در این قسمت‌ها قهویانی در پاس داشتن زبان فارسی مرتکب خطاهای گوناگونی می‌شود و وی به این دلیل او را شدیداً مجازات می‌کند.
کویید۱۹ثانیه
آیتم‌هایی که در ۱۹ ثانیه (بدون درنظر گرفتن تیتراژ) توصیه‌هایی را دربارهٔ شیوه نامه‌های بهداشتی ویروس کرونا ارائه می‌کند.
اخبار وازلین
در این بخش، وازلین با اجرای آهنگی در سبک رپ به اتفاقات هفته گذشته می‌پردازد. این آیتم حدود ۳۰ هفته منتشر شد.
رادیو دیرین دیرین
این بخش از دیرین دیرین به صورت صوتی منتشر می‌شد و در آن داستان‌هایی تحت عنوان «قصهٔ نصفه شب» با صدای راوی دیرین دیرین روایت می‌شد. این آیتم در نوروز۱۳۹۹ منتشر شد. همچنین در برگزاری المپیک ۲۰۲۰ توکیو، رادیو دیرین دیرین هرروز اتفاقات این تورنومنت را با ترانه مرور می‌کرد.
آمیوگاو
این آیتم هنگام نوروز ۱۴۰۰ و به مناسبت سال گاو به صورت موزیکال منتشر شد.
چهره‌های ماندگاو
این آیتم به صورت طنز نام چهره‌های مشهور را با پسوند یا پیشوند گاو می‌گذاشتند و قصه‌ای طنز برای آن می‌گذاشتند. این آیتم به مناسبت سال ۱۴۰۰ که گاو است منتشر شد.
یورو۲۰۲۰
در این قسمت‌ها، تمامی بازی‌های حذفی تورنومت یورو ۲۰۲۰ به زبان طنز تحلیل می‌شد. این آیتم در خرداد و تیر ۱۴۰۰ منتشر شد.
چولمپیک
در این آیتم به ورزش‌های عجیبی که در دیرین دیرین انجام می‌شود پرداخته می‌شد. این آیتم همزمان با المپیک ۲۰۲۰ توکیو در تیر ۱۴۰۰ منتشر شد.
فرهنگ لغت زنان
در این قسمت‌ها، به یک سری از ادبیات خاص زنان اشاره می‌شود. اینیوئه و همسرش چندوجهیه در این آیتم حضور دارند.
اخبار دیش دیرین دیرین
این اخبار به صورت موزیکال و با گویندگی محمدرضا صولتی به بعضی از اتفاقات جامعه می‌پرداخت.
اخبار هرازگاهی
این آیتم با زبانی طنز اتفاقات نه چندان خوب را عادی جلوه می‌داد.
استعدادیابیش
در این آیتم شخصیت‌هایی حضور پیدا می‌کردند و استعداد خود را به نمایش می‌گذاشتند. در نهایت بعد از انتشار این آیتم‌ها در صفحه اینستاگرام از مخاطبان خواسته می‌شد تا به هر شرکت کننده از یک تا پنج امتیاز بدهند.

## شخصیت‌ها
| نامِ شخصیت (نام قبلی)                  | توضیحات |
| ------------------------------------- | --- |
| راوی                                  | روایت‌کننده ماجراهای دیرین دیرین که در مواقع لازم نیز با شخصیت‌های داستان وارد صحبت می‌شود. |
| وِی                                    | شخصیت ریش سفید دیرین دیرین که همه چی را می‌داند و بر همهٔ علوم آگاه است. او همیشه سه کله‌تهی را نصیحت می‌کند و باوجود داشتن ۱۸۰۰سال سن بسیار جان‌سخت است و به راحتی نمی‌توان او را کُشت.                                                                                              |
| قرمزانی (پیرهن قرمزه)                 | او در ابتدا از دوکله‌تهی دیگر باهوش‌تر و در بعضی قسمت‌ها صاحب همسر و فرزند بود، اما بعد از تغییر گرافیک دیرین دیرین به خنگ‌ترین کله‌تهی تبدیل شد و دیگر نیز همراه با فرزند و خانواده دیده نشد. او یک سیبیل چخماقی مشکی و بزرگ دارد و بسیار بر روی آن حساس است.                      |
| قَهوَیانی (پیرهن قهوه‌ای)                | شخصیتی بسیار غیرقابل پیش‌بینی دارد و به‌طور غیرمعقولی بسیار پررو، بی‌نظم، بی‌بندوبار و بی‌حیا است. او برخلاف دو کله‌تهی دیگر اصلاً خنگ نیست و همیشه با زیرکیِ پلیدانهٔ خود به چیزهایی که می‌خواهد می‌رسد. او به شدت دارای ضعف جنس مخالف است و با دیدن هر زنی عاشق می‌شود.                  |
| آبی کمرنگانی (اون یکی دیگه) (آبی منش) | او از دو کله‌تهی دیگر کمی سر به راه تر است و همیشه حالتی عارفانه دارد. او ریش‌های بسیار بلندی دارد. |
| این/اینیوئه (تازه‌وارد)                | بچه مثبت دیرین دیرین است و نسبت به سه کله‌تهی، رابطهٔ بهتری با وی دارد. خصوصیت اصلی او لهجهٔ خاصی است که دارد و در بیشتر کلمات صحبت‌هایش به آخر کلمه «یو» یا «یوئه» اضافه می‌کند. او بخاطر لهجه اش خود را اینیوئه معرفی می‌کند (این+یوئه) و دیگران نیز او را با همین نام صدا می‌کنند. |
| زن                                    | شخصیت خانم دیرین دیرین که در اکثر قسمت‌ها همسر قرمزانی است. او بسیار تجملاتی است و اکثر مواقع در پاساژ مشغول خرید کردن است و البته در کارهای خانه بسیار سخت کوش است. او بعد از تغییر گرافیک دیرین دیرین، دیگر در قسمتی از این مجموعه دیده نشد.                                  |
| پیرهن بنفشه                           | او از لحاظ شخصیتی بسیار شبیه قهویانی است اما به اندازه او زرنگ نیست. |
| جالب                                  | ماًموری که یک آژیر بسیار بزرگ بر روی کلاهش دارد که هنگام حرکت روشن می‌شود و با دهان خود صدای آژیر درمی‌آورد. کار او جلب کردن افراد است. |
| شَه اند شَه                             | دو پادشاه دوقلو که چیزی از حکومت کردن بارشان نیست و در اکثر مواقع نیز با هم اختلاف دارند. |
| وارز                                  | وزیر خدوم دربار شه اند شه که همیشه تلاش می‌کند بهترین پیشنهاد را به شاهان بدهد. |
| مَند                                   | شخصیت او در هر قسمت متفاوت است؛ گاهی هنرمند است، گاهی دانشمند، گاهی خردمند و حتی گاهی نیز مستمند است. |
| مشکونج                                | کسی که قیافه‌ای مظلوم و تیپی به شکل زندانی‌ها دارد و همیشه در حال شکنجه شدن است که البته از شکنجه شدن نیز خوشحال هم می‌شود! |
| شاکنج                                 | کسی که کارش شکنجه کردن است و همیشه مشکونج را شکنجه می‌کند. او از شکنجه دادن بسیار لذت می‌برد. |
| بچه‌ها                                 | سه پسر سه قلو که عموماً پسران قرمزانی هستند و در مکان‌هایی چون مدرسه، پارک و… دیده می‌شوند. آنها برای اولین بار در قسمتی با عنوان «گرومبک» در این مجموعه حضور یافتند. |
| مردم                                  | مجموعه‌ای از ۴ صورت، ۳ دست، ۵ پا و ۵ نقطه بر روی سرهایشان که در کل سِیلی از مردم تلقی می‌شوند و در اجماعات حضور پیدا می‌کنند. |
| گلعزار                                | پیرزنی که از قضا خالهٔ راوی است و وِی نیز با او سر و سِرّی دارد. |
| دقت                                   | پسرعمهٔ قرمزانی است و همیشه دوست دارد بر روی چیزی دقت کند. او بسیار لجباز و یکدنده است. |
| پسرعموی                               | پسرعموی قهویانی است و از لحاظ ظاهری بسیار شبیه قهویانی است. |
| انسان اولیه و انسان دومیه             | دو انسان که در دوران‌های بسیار قدیم بر روی زمین زندگی می‌کردند. |
| گَمانان                                | سه شخصیت با قدهای متفاوت که کارشان گَمان بردن است. |
| چندوجهیه                              | همسر اینیوئه که بعد از حرکاتی که از اینیوئه نباید سر بزند، او را به بدترین شکل مجازات می‌کند. |
| وازلین                                | رپر دیرین دیرین که با ترانه‌های رپ اخبار می‌گوید. موضوعات اخبارهای او اجتماعی است. |
| خردلانی                               | عضو افتخاری کله‌تهیان که قبل از انجام هرکاری و گفتن هر جمله‌ای از واژهٔ «بذار» استفاده می‌کند. لباس او به رنگ خردلی است. |

| نام شخصیت            | توضیحات | قسمت‌های حضور |
| -------------------- | --- | ------------ |
| چندگیزخان            | غارتگر بزرگی که کله‌تهیان برای رهایی یافتن از ثروت نامعقولی که در دیرین دیرین وجود داشت، به پیش او رفتند و پیشنهاد غارت کردن دیرین دیرین را به او دادند. اما او وقتی وارد دیرین دیرین شد، تحت تأثیر فرهنگ غنی و مهمان نوازی اهالی دیرین دیرین می‌شود، عاشقی پیشه می‌کند، نام خود را به «چندگیس» تغییر می‌دهد و در نهایت دیگر دست از شغل غارت کردن برمی‌دارد. | ۳            |
| ویلهلم               | جهانگردی خارجی با ریش صورتی است که برای مدتی در دیرین دیرین اقامت داشت. | ۴            |
| مدیر برنامه          | مدیربرنامه اینستای گرامی قهویانی که به او روش‌های پیشرفت در فضای اینستایِ گرام را می‌گوید. | ۵            |
| زکریای رازی          | کاشف الکل و دانشمند قرن سوم و چهارم قمری. او در صحبت کردن‌هایش جای حروف «ر» و «ل» را وارونه می‌گوید؛ مثال: زکلیای لازی کاشف ارکر و دانشمند قلن سوم و چهالم. او برای رسیدن به آرزویش و بنیانگذاری فروشگاه‌های زنجیره‌ای الکل، با سه کله‌تهی بر سر واکسنی که ساخته‌اند می‌جنگد.                                                                                  | ۱۲٬۳۷        |
| نوچوی                | دستیار زکریای رازی که او نیز همچون زکریا در صحبت کردن‌هایش جای حروف «ر» و «ل» را وارونه می‌گوید. | ۱۲           |
| پسر وی               | پسر وی که همواره مشغول انجام کار خیر است و سه کله‌تهی با فرستادن او به خارج کشور باعث مرگ او می‌شوند. | ۱۴           |
| اَبوی                 | پدر وی که در خواب‌های وی با او صحبت می‌کند. وی نیز در برابر دانش او کم می‌آورد. | ۱۸           |
| نَوِی                  | نوهٔ وی که بسیار بازیگوش است. | ۲۱           |
| اومد نیومدآبادی      | شخصیتی که اهل اومدنیومدآباد است و به هر تعارفی که می‌شنود نه نمی‌گوید. | ۲۲           |
| غول مرحله آخر        | غول مرحله آخر بازی رایانه‌ای که در نهایت تحت هدایت وی، سه کله‌تهی را می‌کُشد. | ۲۳           |
| پدرجایون             | پدربرزگ اینیوئه که نفسش به شماره افتاده و در آخر عمر برای دادن ارثیه نوه اش به دیرین دیرین می‌آید. | ۲۵           |
| نیوتن                | دانشمندی که جاذبه را کشف کرد و کله‌تهیان به دستور وی به گذشته سفر می‌کنند تا جلوی کشف شدن جاذبه توسظ نیوتن را بگیرند. | ۳۴           |
| فروبرز               | رفیق قدیمی سه کله‌تهی که قرمزانی بلاهای بسیار زیادی سر او آورده است. | ۳۷           |
| یابس انباری          | سارقی که در یکی از دزدی‌هایش ترازوی الماس نشانی را می‌دزدد اما برای آنکه لو نرود ترازو را می‌خورد و ۳۰ سال ترازو درون بدنش می‌ماند. در نهایت سه کله‌تهی او را به زایشگاه می‌برند و با سزارین، ترازو را از شکم او بیرون می‌آورند. | ۳۹           |
| بعدی شیرازی          | شاعری اهل شیراز که وی او را به جای سعدی شیرازی به دیرین دیرین می‌برد تا سه کله‌تهی را با اشعارش نصیحت کند. | ۴۰           |
| شوهرعمه ماهی         | ارزان‌ترین ماهی فروشگاه که سه کله‌تهی برای لحظه تحویل سال او را خریداری می‌کنند تا در لحظه تحویل سال برایشان پشتک بزند. | ۴۱           |
| جاکر                 | سارق حرفه‌ای که با گفتن جک‌های خنده‌دار، مردم را به خنده می‌اندازد و سپس آنها را غارت می‌کند. | ۴۴           |
| یالغوزپلنگ           | یوزپلنگی که از وی خواهش می‌کند تا برای خواستگاری‌اش آستین بالا بزند. | ۴۷           |
| مزخرفیان             | از رفقای قدیمی سه کله‌تهی که حال بسیار پولدار شده و سه کله‌تهی را فراموش کرده. او یک دندان طلا دارد و به راحتی سر سه کله‌تهی را شیره می‌مالد. | ۴۸           |
| ناکر                 | رباتی است که وی برای نوه‌اش خریده اما به دست سه کله‌تهی خراب می شود و پس از اولین تعمیر نیز مشکلاتی برای قرمزانی و آبی کمرنگانی به وجود می آورد. | ۴۹           |
| آمیز بنداز           | یک حقه باز که در زمینهٔ خودرو و مکانیک استعداد دارد ولی اغلب اوقات به مشتریان خود جنس کهنه و کارکرده غالب می‌کند و مردم دیرین دیرین او را به حقه بازی می‌شناسند به همین دلیل افراد زیادی گول او را نمی‌خورند اما در بیشتر قسمت‌های ۱ دقیقه‌ای قرمزانی به راحتی گول او را می‌خورد. البته در هیچ‌کدام از قسمت‌های دیرین دیرین چهرهٔ این کاراکتر معلوم نشده است.     | ۵۰           |
| آقا سانسور (آقانسور) | در قسمت‌های ۱۴۰۳ دیرین دیرین ظاهر شده و سکانس‌هایی که مشکل اخلاقی دارد را سانسور و خود را به جای شخص سانسور شده می‌گزارد. برای اولین بار در قسمت (ثواب) ظاهر شده است. |              |

## همکاری با اکبر اخوان مقدم
برادران اخوان مقدم از اعضای اتاق بازرگانی و سرمایه‌داران اصفهانی که تحت پوشش مؤسسه‌ای که آنرا نذر اشتغال می‌نامند در تلاش برای تغییر قانون کار و حذف برخی حمایت‌ها از کارگران هستند تولید ۲ انیمیشن را در سال ۱۳۹۴ سفارش دادند. علی خدایی نماینده کارگران در شورای عالی کار در این باره گفت:
برای هنرمندانی که آن کلیپ‌های مبتذل را به سفارش این مؤسسه به اصطلاح خیریه ساخته‌اند، متاسفم. هنر را به خدمت برده.داری درآورده‌اند. کلیپ‌هایی که یک زمانی مردم را می‌خنداند، حالا دیگر مشمئز کننده شده‌اند. در این کلیپ‌ها می‌گویند دانشجویان خرج کمتری از شاغلان دارند، پس حقوق کمتری دریافت کنند. مگر خرج زندگی شاغلان را تأمین کردید؟ آیا با ۸۰۰ هزار تومان خرج زندگی شاغلان تأمین می‌شود؟ اینها هنر را به ابتذال کشیدند و به هیچ وجه قابل بخشش نیستند، چرا که هنرمند نسبت به اجتماع مسئول است. این مؤسسه اقشار آسیب‌پذیر مانند دانشجویان، معلولان، معتادان سابق، بزانشستگان، زنان سرپرست خانوار و… را شناسایی کرده.است و می‌خواهند به این‌ها مزیت دهند تا کارفرما ترغیب شود که آنها را استخدام کند. می‌خواهند دستورالعمل نئولیبرالیسم را در اینجا پیاده کنند: کالاسازی انسان به‌طور کامل؛ مثلاً، وقتی که فروشگاه می‌رویم، پیراهنی را خوردگی دارد، با قیمت کمتری می‌خریم. این‌ها هم می‌خواهند آدم‌هایی را که از قضای روزگار در موقعیت دشواری قرار گرفتند، ارزان‌تر بخرند.
این اقشار براساس قانون اساسی باید از طرف جامعه و حکومت به‌طور کامل حمایت شوند. این‌ها اما پیشنهاد می‌دهند که حداقل‌های حمایتی را از روی این‌ها بردارید. از یکطرف به بازار کار فعلی هجوم می‌آورند، و از طرف دیگر می‌خواهند آسیب پذیرترین اقشار جامعه را از شمول قانون کار خارج کنند. بعد از دو دهه خروج کارگاه‌های زیر ۵ نفر از قانون کار چه گلی بر سر ما زده است؟ کارگاه‌های زیر ۱۰ نفر چه مشکلی را حل کردند؟ در مناطق آزاد چه اتفاقی می‌افتد؟ کاملاً طبیعی است که کارفرما می‌خواهد پول کمتری بدهد تا سود بیشتری دریافت کند و این موضوعی پذیرفتنی است. اما سوء استفاده از احساسات مذهبی مردم و پنهان کردن کالایی سازی نیروی کار پشت ژست‌های انسان دوستانه قابل توجیه نیست.

## پخش
اولین قسمت این مجموعه با عنوان «چهارشنبه سوری» در اسفند۱۳۹۳ منتشر شد و در طول ۹ سال حدود ۲۵۰۰ قسمت یک دقیقه‌ای از این مجموعه انتشار یافت.
این مجموعه در سال‌های ۱۳۹۳ تا ۱۳۹۶ از صداوسیما به صورت میان برنامه در شبکه‌های مختلف آن پخش می‌شد اما از سال ۱۳۹۶ تا ۱۴۰۰ دیرین دیرین از تلویزیون پخش نشد اما قسمت‌های کوتاهی به نام کووید ۱۹ ثانیه در دوران شیوع کرونا از تلویزیون پخش شد.
قسمت‌های کوتاه یک‌دقیقه‌ای این مجموعه در پلتفرم‌هایی همچون وبگاه رسمی مجموعه، کانال تلگرام، صفحه اینستاگرام، صفحه توییتر، کانال آپارات، کانال ایتا، کانال روبیکا، کانال سروش پلاس و لینکدین پخش می‌شد.
همچنین مجموعه فیلم‌های بلند ۲۰ دقیقه‌ای آن در سال ۱۳۹۹ و در ۵۰ قسمت روی فیلیمو قرار گرفت.
در ۵ تیر ۱۳۹۸، گرافیک این مجموعه تغییر کرد و اولین قسمت با گرافیک جدید با عنوان «چاسب» منتشر شد. سازندگان دیرین دیرین در قالب ۴ قسمت و با عنوان «منظونین همیشگی» دلایل تغییر گرافیک دیرین دیرین را با زبان خود شخصیت‌ها اعلام کرد.
علی درخشی و محمدرضا علیمردانی کارگردان و دوبلور دیرین دیرین، در ۱۸ مرداد ۱۴۰۱ اعلام کردند که از این مجموعه بیرون رفته‌اند و دیگر دیرین دیرین با صداپیشگی محمدرضا علیمردانی پخش نشد. تیم تولید سعی داشت انیمیشن‌های دیرین دیرین را با دو کاراکتر جدید با نام‌های طالب تمام و نیم طالب با گویندگی محمدرضا صولتی ادامه دهد؛ اما به دلایلی فرزاد شیرمحمدی نیز در ۲۳ اسفند ۱۴۰۱ به صداپیشگی در این مجموعه پرداخت و به جای تمام کاراکترهایی که محمدرضا علیمردانی به جای آن‌ها صحبت می‌کرد، صحبت کرد که البته حضور نداشتن محمدرضا علیمردانی باعث نارضایتی مخاطبان از این موضوع، و دوبله فرزاد شیرمحمدی باعث بیشتر شدن مشکلات استفعای علی درخشی شد.

یک و نیم سال پس از درگذشتِ محمد ابوالحسنی، علی درخشی در ۱۸ مرداد ۱۴۰۱ و در صفحهٔ اینستاگرامیِ خود اعلام کرد که این مجموعه را ترک می‌کند:
هشت سال پیش این مجموعه را خلق کردم و با حمایت مرحوم ابوالحسنی و خلاقیت محمدرضا علیمردانی و همکاران گرانقدرم، آن را به اوج رساندم. اما امروز برخلاف گذشته دیگر شرایط همکاری مهیا نیست و ناچار به ترک پروژه هستم.
محمدرضا علیمردانی نیز در واکنش به این خداحافظی چنین نوشت:
علی جان، تو ایده‌ها و تصاویرش را آفریدی من هم صداهایشان را… خدا قوّت رفیق نابغهٔ من. تو نباشی من هم نیستم. این هم اعلامِ رسمیِ بنده؛ خداحافظ «دیرین دیرین» و روح محمد ابوالحسنی شاد.
دیرین دیرین تا حوالی مهر ۱۴۰۲ تعطیل بود اما از ۳۱ شهریور دیرین دیرین با انتشار ویدیویی بازگشت خود را اعلام کرد. در مهر ۱۴۰۲ علی درخشی و محمدرضا علیمردانی به همراه تیم سابق سازنده دیرین دیرین مجدداً به این مجموعه برگشتند و تولید آن از سر گرفته شد. در مرداد ۱۴۰۳ پنج قسمت با نام آیرون وی منتشر شد که منجر به انتقاد شدید و عصبانیت طرفداران این انیمیشن به دلیل نبود دوبله علیمردانی و بی‌کیفیت بودن ویدیو و مصنوعی بودن حرکات کاراکترها شد.